# Los Três Amigos

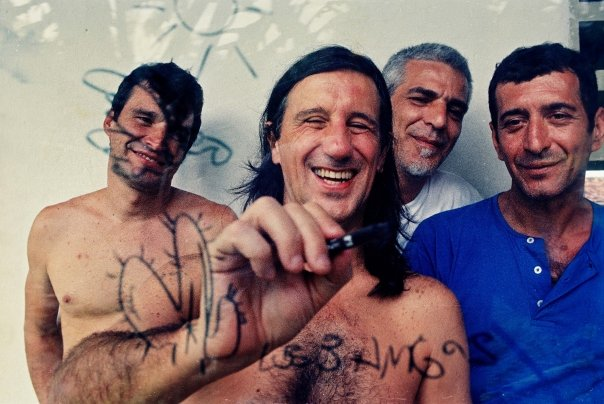
Adão, Laerte, Angeli e Glauco

Los Três Amigos é um trio formado por personagens fictícios brasileiros de quadrinhos underground ou "adultos". Primeiramente o trio virou capa da cultuada revista Chiclete com Banana, capitaneada pelo próprio Angeli desde 1985 pela Circo Editorial de Toninho Mendes, e que já trazia a participação incisiva dos amigos citados, todos titulares de tiras em quadrinhos na Folha de S.Paulo.
A boa ideia logo se transformou em histórias feitas a seis mãos, publicadas na própria Chiclete, editada pela Circo Editorial, e no caderno FolhaTeen e daí para os álbuns, foi um pulinho. Um tabloide foi lançado em 1990 pela Circo Sampa. E livros também foram lançados, como "Los 3 Amigos- Más Sexo, Más Drogas y Mas Guacamoles”. Aliás, desde 1994 o trio incorporara outro componente às suas fileiras, Adão Iturrusgarai, remetendo ao exemplo do quarto integrante D’Artagnan dos clássicos Três Mosqueteiros, de Alexandre Dumas.  Eles foram publicados pela primeira vez na edição número 12 da revista Chiclete com Banana, no ano de 1987. De uma ideia do cartunista Angeli (autor de Rê Bordosa e Wood & Stock) que, depois de assistir a uma comédia de cinema de John Landis, resolveu fazer uma capa para a revista Chiclete com Banana (de sua autoria e que estava fazendo aniversário), com mais dois amigos de profissão vestidos de mexicanos. As histórias com os personagens, que se seguiram, foram criadas, além de Angeli, por Glauco (falecido autor do Geraldão e Geraldinho) e Laerte (autora de Overman e dos Piratas do Tietê), os tais amigos.
Os personagens são, na verdade, caricaturas dos próprios autores. Los Três Amigos são Angel Villa, Laerton e Glauquito. Em 1994, foi introduzido um quarto amigo, baseado no também cartunista Adão Iturrusgarai (autor de Aline), grande colaborador das histórias. Seus inimigos mortais são os Miguelitos, inúmeros garotos de "sombrero", que só fazem "infernizar" a vida de Los Amigos. Outro personagem com quem se defrontam com frequência é Leon e seu "membro masculino" gigantesco.
Geralmente as histórias do trio (ou quarteto) são ambientadas no Velho México (ou Viejo México, versão decadente, miserável e amoral do Velho Oeste estadunidense, que também não era muito saudável), em lugarejos pertencentes a Gran Marisales ou Gran El Piso, dependendo da história, e Deserto de Plegas Ardientes. Os quadrinhos fazem piada de todo tema underground: violência, sexo, drogas e perversões. Mas também satirizam a política e a realidade social do país, tradicional no trabalho dos cartunistas publicado na imprensa.
O filme que inspirou a ideia de Angeli é ¡Three Amigos! (1986), estrelado por Steve Martin, Chevy Chase e Martin Short, dirigidos por John Landis.

## Outras mídias
Em 2009, foi lançado um curta-metragem de animação chamado Los 3 Amigos, baseado na série de tiras. O filme foi dirigido por Daniel Messias e, no ano seguinte, ganhou o Troféu HQ Mix de "melhor adaptação para outro veículo".